# Campeonato Paulista de Futebol de 1996 - Série A3
O Campeonato Paulista de Futebol de 1996 - Série A3 foi a 43.ª edição deste campeonato que equivale ao terceiro nível do futebol do estado e disputado por 16 clubes.

## Forma de disputa
- Primeira fase: Os 16 participantes jogam todos contra todos, em turno e único. As 2 equipes que mais somarem pontos nessa etapa classificam-se para o quadrangular final. Os três últimos colocados na classificação geral serão rebaixados para a Série B1 em 1997.
- Segunda Fase: Os 16 participantes jogam todos contra todos,em turno único. As 2 equipes que mais somarem pontos nessa etapa classificam-se para o quadrangular final.
- Quadrangular Final:Os 4 classificados se enfrentam em turno e returno. Os três primeiros colocados estarão promovidos à Série A2 de 1997.

## Participantes
| - Francana - Inter de Bebedouro - São Caetano - Monte Azul - Atlético Sorocaba - Taquaritinga - Corinthians-PP - São Bento | - Taubaté - Fernandópolis - Marilia - Mirassol - Nacional - Matonense - União Barbarense - União Mogi |

## Classificação

### Primeira Fase
| Série A3 - 1ª Fase | Série A3 - 1ª Fase | Série A3 - 1ª Fase | Série A3 - 1ª Fase | Série A3 - 1ª Fase | Série A3 - 1ª Fase | Série A3 - 1ª Fase | Série A3 - 1ª Fase | Série A3 - 1ª Fase | Série A3 - 1ª Fase |
| Time               | Time               | Pts                | J                  | V                  | E                  | D                  | GP                 | GC                 | SG                 |
| ------------------ | ------------------ | ------------------ | ------------------ | ------------------ | ------------------ | ------------------ | ------------------ | ------------------ | ------------------ |
| 1                  | São Bento          | 26                 | 15                 | 7                  | 5                  | 3                  | 22                 | 17                 | 5                  |
| 2                  | Matonense          | 26                 | 15                 | 7                  | 5                  | 3                  | 20                 | 15                 | 5                  |
| 3                  | Mirassol           | 25                 | 15                 | 7                  | 4                  | 4                  | 19                 | 14                 | 5                  |
| 4                  | Fernandópolis      | 25                 | 15                 | 7                  | 7                  | 4                  | 23                 | 22                 | 1                  |
| 5                  | Nacional           | 24                 | 15                 | 6                  | 6                  | 3                  | 22                 | 15                 | 7                  |
| 6                  | Francana           | 22                 | 15                 | 6                  | 5                  | 4                  | 25                 | 23                 | 2                  |
| 7                  | União Mogi         | 21                 | 15                 | 5                  | 6                  | 4                  | 21                 | 21                 | -1                 |
| 8                  | Inter de Bebedouro | 20                 | 15                 | 5                  | 5                  | 5                  | 18                 | 14                 | 4                  |
| 9                  | Corinthians-PP     | 20                 | 15                 | 5                  | 5                  | 5                  | 18                 | 18                 | 0                  |
| 10                 | Atlético Sorocaba  | 19                 | 15                 | 4                  | 7                  | 4                  | 21                 | 21                 | 0                  |
| 11                 | Marilia            | 17                 | 15                 | 4                  | 5                  | 6                  | 17                 | 18                 | -1                 |
| 12                 | Taquaritinga       | 17                 | 15                 | 4                  | 5                  | 6                  | 16                 | 21                 | -5                 |
| 13                 | São Caetano        | 17                 | 15                 | 4                  | 5                  | 6                  | 15                 | 21                 | -6                 |
| 14                 | União Barbarense   | 16                 | 15                 | 4                  | 4                  | 7                  | 16                 | 20                 | -4                 |
| 15                 | Nacional           | 15                 | 15                 | 3                  | 6                  | 6                  | 21                 | 25                 | -4                 |
| 16                 | Marilia            | 7                  | 15                 | 1                  | 4                  | 10                 | 11                 | 27                 | -16                |

### Segunda Fase
| Série A3 - 2ª Fase | Série A3 - 2ª Fase | Série A3 - 2ª Fase | Série A3 - 2ª Fase | Série A3 - 2ª Fase | Série A3 - 2ª Fase | Série A3 - 2ª Fase | Série A3 - 2ª Fase | Série A3 - 2ª Fase | Série A3 - 2ª Fase |  |
| Time               | Time               | Pts                | J                  | V                  | E                  | D                  | GP                 | GC                 | SG                 |  |
| ------------------ | ------------------ | ------------------ | ------------------ | ------------------ | ------------------ | ------------------ | ------------------ | ------------------ | ------------------ |  |
| 1                  | Corinthians-PP     | 34                 | 15                 | 10                 | 4                  | 1                  | 29                 | 14                 | 15                 |  |
| 2                  | Francana           | 31                 | 15                 | 9                  | 4                  | 2                  | 21                 | 15                 | 6                  |  |
| 3                  | Mirassol           | 27                 | 15                 | 8                  | 3                  | 4                  | 21                 | 14                 | 7                  |  |
| 4                  | Monte Azul         | 24                 | 15                 | 7                  | 3                  | 5                  | 22                 | 22                 | 0                  |  |
| 5                  | Atlético Sorocaba  | 22                 | 15                 | 6                  | 4                  | 5                  | 24                 | 22                 | 2                  |  |
| 6                  | Taubaté            | 21                 | 15                 | 6                  | 3                  | 6                  | 17                 | 33                 | 4                  |  |
| 7                  | São Caetano        | 20                 | 15                 | 6                  | 2                  | 7                  | 15                 | 16                 | -1                 |  |
| 8                  | São Bento          | 19                 | 15                 | 6                  | 1                  | 8                  | 17                 | 17                 | 0                  |  |
| 9                  | União Mogi         | 19                 | 15                 | 5                  | 4                  | 6                  | 19                 | 16                 | 3                  |  |
| 10                 | Matonense          | 19                 | 15                 | 5                  | 4                  | 6                  | 21                 | 21                 | 0                  |  |
| 11                 | União Barbarense   | 19                 | 15                 | 5                  | 4                  | 6                  | 15                 | 17                 | -2                 |  |
| 12                 | Inter de Bebedouro | 18                 | 15                 | 5                  | 3                  | 7                  | 23                 | 25                 | -2                 |  |
| 13                 | Taquaritinga       | 18                 | 15                 | 4                  | 6                  | 5                  | 14                 | 22                 | -8                 |  |
| 14                 | Fernandópolis      | 17                 | 15                 | 4                  | 5                  | 6                  | 13                 | 16                 | -3                 |  |
| 15                 | União Barbarense   | 16                 | 15                 | 4                  | 4                  | 7                  | 16                 | 20                 | -4                 |  |
| 16                 | Monte Azul         | 11                 | 15                 | 2                  | 5                  | 8                  | 14                 | 23                 | -9                 |  |

### Classificação Geral
| Série A3 - Classificação Geral | Série A3 - Classificação Geral | Série A3 - Classificação Geral | Série A3 - Classificação Geral | Série A3 - Classificação Geral | Série A3 - Classificação Geral | Série A3 - Classificação Geral | Série A3 - Classificação Geral | Série A3 - Classificação Geral | Série A3 - Classificação Geral |
| Time                           | Time                           | Pts                            | J                              | V                              | E                              | D                              | GP                             | GC                             | SG                             |
| ------------------------------ | ------------------------------ | ------------------------------ | ------------------------------ | ------------------------------ | ------------------------------ | ------------------------------ | ------------------------------ | ------------------------------ | ------------------------------ |
| 1                              | Corinthians-PP                 | 54                             | 30                             | 15                             | 9                              | 6                              | 47                             | 32                             | 15                             |
| 2                              | Mirassol                       | 52                             | 30                             | 15                             | 7                              | 8                              | 40                             | 28                             | 12                             |
| 3                              | Francana                       | 51                             | 30                             | 14                             | 9                              | 7                              | 51                             | 38                             | 13                             |
| 4                              | São Bento                      | 45                             | 30                             | 13                             | 6                              | 11                             | 39                             | 34                             | 5                              |
| 5                              | Matonense                      | 45                             | 30                             | 12                             | 9                              | 9                              | 41                             | 36                             | 5                              |
| 6                              | Fernandópolis                  | 42                             | 30                             | 11                             | 9                              | 10                             | 36                             | 38                             | -2                             |
| 7                              | Atlético Sorocaba              | 41                             | 30                             | 10                             | 11                             | 9                              | 45                             | 43                             | 2                              |
| 8                              | União Mogi                     | 40                             | 30                             | 10                             | 10                             | 10                             | 40                             | 38                             | 2                              |
| 9                              | Nacional                       | 39                             | 30                             | 9                              | 12                             | 9                              | 43                             | 40                             | 3                              |
| 10                             | Inter de Bebedouro             | 38                             | 30                             | 10                             | 8                              | 12                             | 41                             | 39                             | 2                              |
| 11                             | São Caetano                    | 37                             | 30                             | 10                             | 7                              | 13                             | 30                             | 37                             | -7                             |
| 12                             | Taubaté                        | 37                             | 30                             | 9                              | 9                              | 12                             | 29                             | 36                             | -7                             |
| 13                             | União Barbarense               | 35                             | 30                             | 9                              | 8                              | 13                             | 31                             | 37                             | -6                             |
| 14                             | Monte Azul                     | 35                             | 30                             | 9                              | 8                              | 13                             | 36                             | 43                             | -7                             |
| 15                             | Taquaritinga                   | 35                             | 30                             | 8                              | 11                             | 11                             | 30                             | 43                             | -13                            |
| 16                             | Marilia                        | 24                             | 30                             | 5                              | 9                              | 16                             | 28                             | 45                             | -17                            |

|  |                              |
|  | Rebaixados à Série B de 1997 |

| Pts – Pontos ganhos; J – Jogos; V - Vitórias; E - Empates; D - Derrotas; GP – Gols pró; GC – Gols contra; SG – Saldo de gols; |